# تیرولیای
تیرولیای (به لاتین: Tyruliai) یک منطقهٔ مسکونی در لیتوانی است که در Radviliškis district municipality واقع شده‌است.

## خصوصیات
تیرولیای ۴۱۲ نفر جمعیت دارد.